# 堀信次

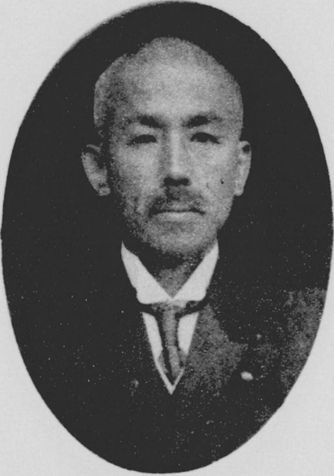
堀信次

堀 信次（ほり しんじ、文久4年1月11日（1864年2月18日） - 昭和21年（1946年）6月22日）は、日本の内務官僚、甲府市長。

## 経歴
富山県出身。1893年（明治26年）、東京帝国大学法科大学を卒業。北海道庁属、拓殖務省参事官、内務省事務官・参事官、島根県書記官、同事務官、東京府事務官、神奈川県事務官を歴任し、1914年（大正3年）に樺太庁内務部長に就任した。退官後、中央生命保険相互会社取締役となった。
1919年（大正8年）から1922年（大正11年）まで甲府市長を務めた。